# ويليس ويلسون
ويليس ويلسون (بالإنجليزية: Willis Wilson)‏ هو مدرب كرة سلة أمريكي، ولد في 22 مارس 1960 في إنديانابوليس في الولايات المتحدة.

## وصلات خارجية
- ويليس ويلسون على موقع كلية كرة السلة في سبورتس رفرنس.كوم (الإنجليزية)
- ويليس ويلسون على موقع كلية كرة السلة في سبورتس رفرنس.كوم (الإنجليزية)

- الموقع الرسمي